# Mademoiselle chante le blues
Singles de Patricia Kaas
Jalouse
(1985) D'Allemagne
(1988)
Mademoiselle chante le blues est une chanson interprétée par Patricia Kaas sortie en avril 1987 mais qui ne s'est imposée qu'en novembre de la même année. La chanson figure également sur l'album Mademoiselle chante... sortie en novembre de l'année suivante.

## Histoire de la chanson
Patricia Kaas chante dans des cabarets de sa région natale, encouragée par Bernard Schwartz, un architecte passionné de chansons et ami de sa famille qui lui sert d'impresario, lorsque son talent est repéré par François Bernheim. François Bernheim produit un premier 45 tours sur microsillon, avec l'appui de ses amis Élisabeth Depardieu et Gérard Depardieu. Ce disque passe inaperçu.
François Bernheim demande conseil à Didier Barbelivien, qui, en écoutant la voix, se serait exclamé que cette chanteuse est faite pour chanter du blues, et aurait ressorti de ses placards ce titre, Mademoiselle chante le blues, qu'il avait initialement proposé à Nicoletta, qui était d'accord pour l'enregistrer mais seulement au retour de sa tournée de la pièce Grandeur et décadence de la ville de Mahagonny de Bertolt Brecht. Entre-temps, Barbelivien la donne à Patricia Kaas, après qu'elle ait semble-t-il été refusée par Nicole Croisille. Cette chanson devient le premier succès de la chanteuse. Classée no 7 au Top 50, elle s'est écoulée à plus de 250 000 exemplaires en France.